# Vézins-de-Lévézou
Vézins-de-Lévézou est une commune française située dans le département de l'Aveyron, en région Occitanie.
Le patrimoine architectural de la commune comprend deux  immeubles protégés au titre des monuments historiques : le château de Vézins-de-Lévézou, inscrit en 1990, et l'église Saint-Amans, classée en 1991.

## Géographie

### Généralités

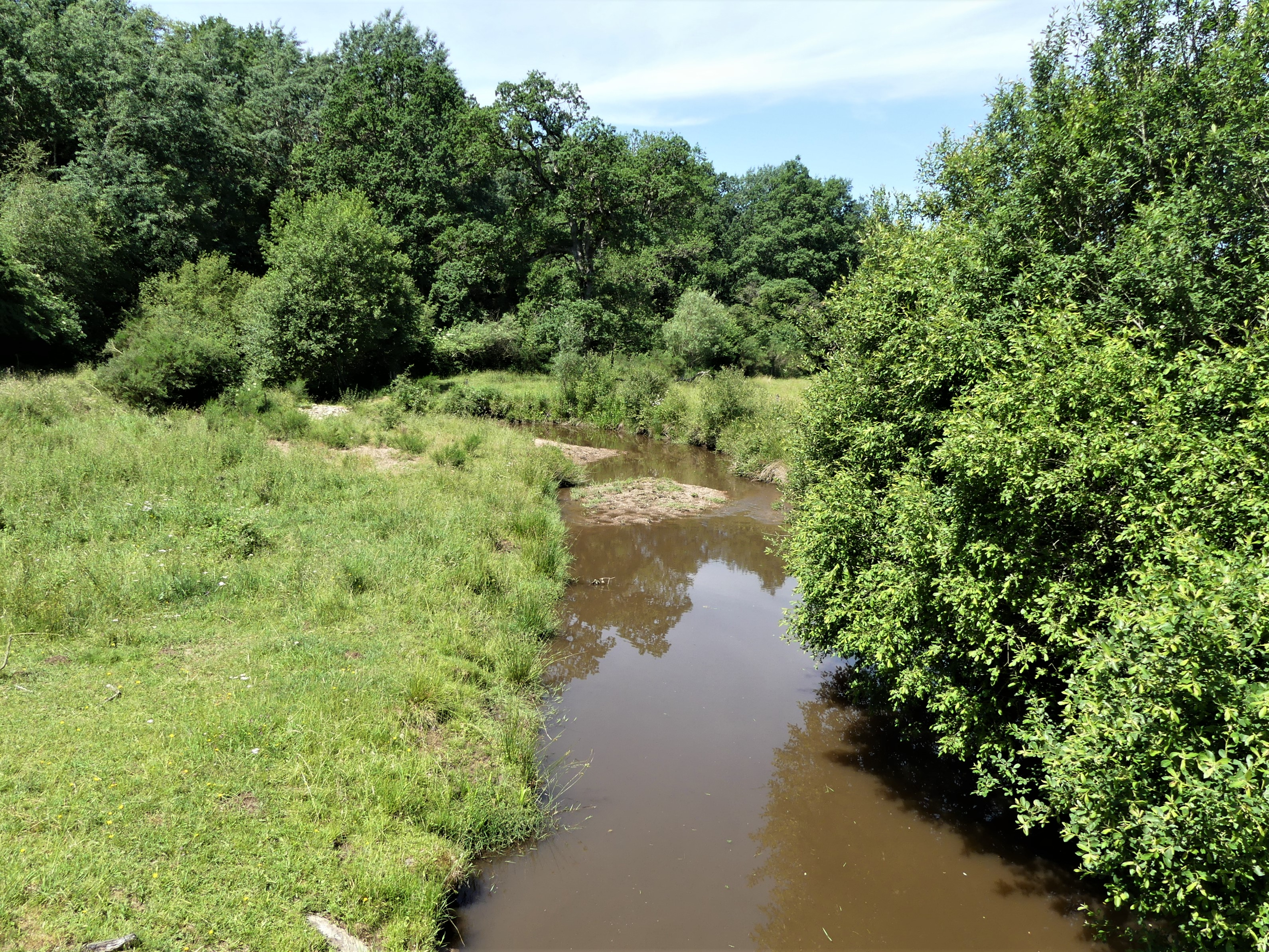
Le Vioulou en limite de Curan et de Vézins-de-Lévézou.

Dans le centre-est du département de l'Aveyron, dans le parc naturel régional des Grands Causses, la commune de Vézins-de-Lévézou, située entre les crêtes de Vézins au nord et le plateau du Lévézou au sud, s'étend sur 78,96 km2. Elle est arrosée par le Viaur qui prend sa source sur le territoire communal et par plusieurs de ses affluents dont le Vioulou qui sert de limite territoriale au sud-ouest sur plus de quatre kilomètres.
L'altitude minimale, 713 mètres, se trouve localisée à l'extrême est, là où le ruisseau de Destels — un affluent du Lumansonesque — quitte la commune et sert de limite entre celles de Sévérac d'Aveyron et de Verrières. L'altitude maximale se situe également à l'est, au puech du Pal avec 1 155 mètres.
À l'intersection des routes départementales (RD) 96 et 654, le bourg de Saint-Laurent-de-Lévézou est situé, en distances orthodromiques, vingt-deux kilomètres au nord-ouest de Millau.
La commune est également desservie par les RD 2, 28, 29, 36, 171, 182, 611 et 911.

### Communes limitrophes
Vézins-de-Lévézou est limitrophe de sept autres communes, dont Gaillac-d'Aveyron au nord, par un quadripoint. Depuis 2016, les anciennes communes au nord-est (Recoules-Prévinquières, Lavernhe et Sévérac-le-Château) se sont regroupées dans la commune nouvelle de Sévérac d'Aveyron.
Au sud, le territoire de Saint-Beauzély est distant de moins de 400 mètres.
|       | Gaillac-d'Aveyron        | Sévérac d'Aveyron |
| Ségur | Vézins-de-Lévézou        | Verrières         |
| Curan | Saint-Laurent-de-Lévézou | Saint-Léons       |

### Villages
Outre le bourg de Vézins-de-Lévézou proprement dit, les principaux villages de la commune sont ceux la Clau, Gleysenove, le Ram, le Roucous et les Vialettes du Ram.

### Hydrographie

#### Réseau hydrographique

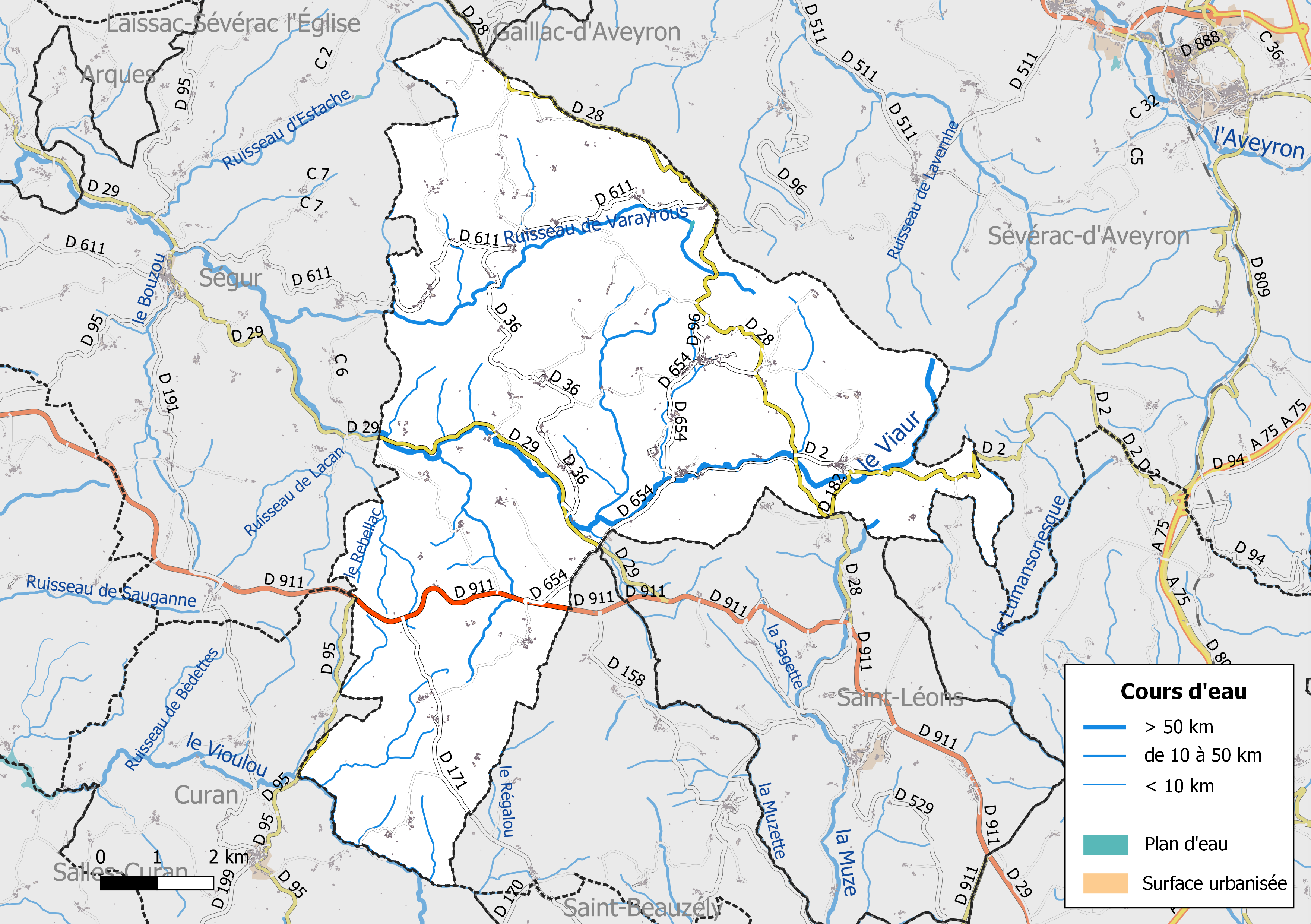
Réseaux hydrographique et routier de Vézins-de-Lévézou.

La commune est drainée par le Viaur, la Muze, le Vioulou, le ruisseau de Varayrous, le ruisseau de Bouteille, le ruisseau de Rieutord, un bras du ruisseau des Pradines, le Rebellac, le Régalou, Les Douzes, le ruisseau de Boutaric, le ruisseau de Destels, le ruisseau de la Caze, le ruisseau del Teisseire, et par divers autres petits cours d'eau.
Le Viaur prend sa source à 1 086 m d’altitude dans la région naturelle du Lévézou qui présente un relief vallonné, dans la commune de Vézins-de-Lévézou pour confluer, après avoir parcouru environ 168 km, avec l'Aveyron à 146 m d’altitude en limite de Laguépie (Tarn-et-Garonne) et Saint-Martin-Laguépie (Tarn), après avoir arrosé 30 communes.
La Muze, d'une longueur totale de 29,3 km, prend sa source dans la commune de Vézins-de-Lévézou et se jette  dans le Tarn à Montjaux, après avoir arrosé 6 communes.
Le Vioulou, d'une longueur totale de 33,1 km, prend sa source dans la commune de Castelnau-Pégayrols et se jette  dans le Viaur à Trémouilles, après avoir arrosé 9 communes.
Le ruisseau de Varayrous, d'une longueur totale de 11,5 km, prend sa source dans la commune de Vézins-de-Lévézou et se jette  dans le Viaur à Ségur, après avoir arrosé ces deux communes.

#### Gestion des cours d'eau
Afin d’atteindre le bon état des eaux imposé par la Directive-cadre sur l'eau du 23 octobre 2000, plusieurs outils de gestion intégrée s’articulent à différentes échelles pour définir et mettre en œuvre un programme d’actions de réhabilitation et de gestion des milieux aquatiques : le SDAGE (Schéma directeur d'aménagement et de gestion des eaux), à l’échelle du bassin hydrographique, et le SAGE (Schéma d'aménagement et de gestion des eaux), à l’échelle locale. Ce dernier fixe les objectifs généraux d’utilisation, de mise en valeur et de protection quantitative et qualitative des ressources en eau superficielle et souterraine. Trois SAGE sont mis en oeuvre dans le département de l'Aveyron.
La commune fait partie du SAGE du bassin versant du Viaur, approuvé le 28 mars 2018, au sein du SDAGE Adour-Garonne. Le périmètre de ce SAGE couvre 89 communes, sur trois départements (Aveyron, Tarn et Tarn-et-Garonne),. Le pilotage et l’animation du SAGE sont assurés par l’établissement public d'aménagement et de gestion de l'eau (EPAGE) du bassin du Viaur, une structure qui regroupe les établissements publics de coopération intercommunale à fiscalité propre (EPCI-FP) dont le territoire est inclus (en totalité ou partiellement) dans le bassin hydrographique du Viaur et les structures gestionnaires de l’alimentation en eau potable des populations et qui disposent d’une ressource sur le bassin versant du Viaur. Il correspond à l’ancien syndicat mixte du Bassin versant du Viaur,.

### Climat
Pour des articles plus généraux, voir Climat de l'Occitanie et Climat de l'Aveyron.
En 2010, le climat de la commune est de type climat de montagne, selon une étude s'appuyant sur une série de données couvrant la période 1971-2000. En 2020, Météo-France publie une typologie des climats de la France métropolitaine dans laquelle la commune est exposée à un climat de montagne et est dans la région climatique Sud-est du Massif Central, caractérisée par une pluviométrie annuelle de 1 000 à 1 500 mm, minimale en été, maximale en automne.
Pour la période 1971-2000, la température annuelle moyenne est de 8,5 °C, avec une amplitude thermique annuelle de 15,6 °C. Le cumul annuel moyen de précipitations est de 1 175 mm, avec 11,2 jours de précipitations en janvier et 5,9 jours en juillet. Pour la période 1991-2020, la température moyenne annuelle observée sur la station météorologique la plus proche, située sur la commune de Canet-de-Salars à 17 km à vol d'oiseau, est de 10,2 °C et le cumul annuel moyen de précipitations est de 971,8 mm,. Pour l'avenir, les paramètres climatiques de la commune estimés pour 2050 selon différents scénarios d'émission de gaz à effet de serre sont consultables sur un site dédié publié par Météo-France en novembre 2022.

### Milieux naturels et biodiversité

#### Espaces protégés
La protection réglementaire est le mode d’intervention le plus fort pour préserver des espaces naturels remarquables et leur biodiversité associée.
Dans ce cadre, la commune fait partie d'un espace protégé, le Parc naturel régional des Grands Causses, créé en 1995 et d'une superficie de 327 937 ha, qui s'étend sur 97 communes. Ce territoire rural habité, reconnu au niveau national pour sa forte valeur patrimoniale et paysagère, s’organise autour d’un projet concerté de développement durable, fondé sur la protection et la valorisation de son patrimoine,,.

#### Sites Natura 2000

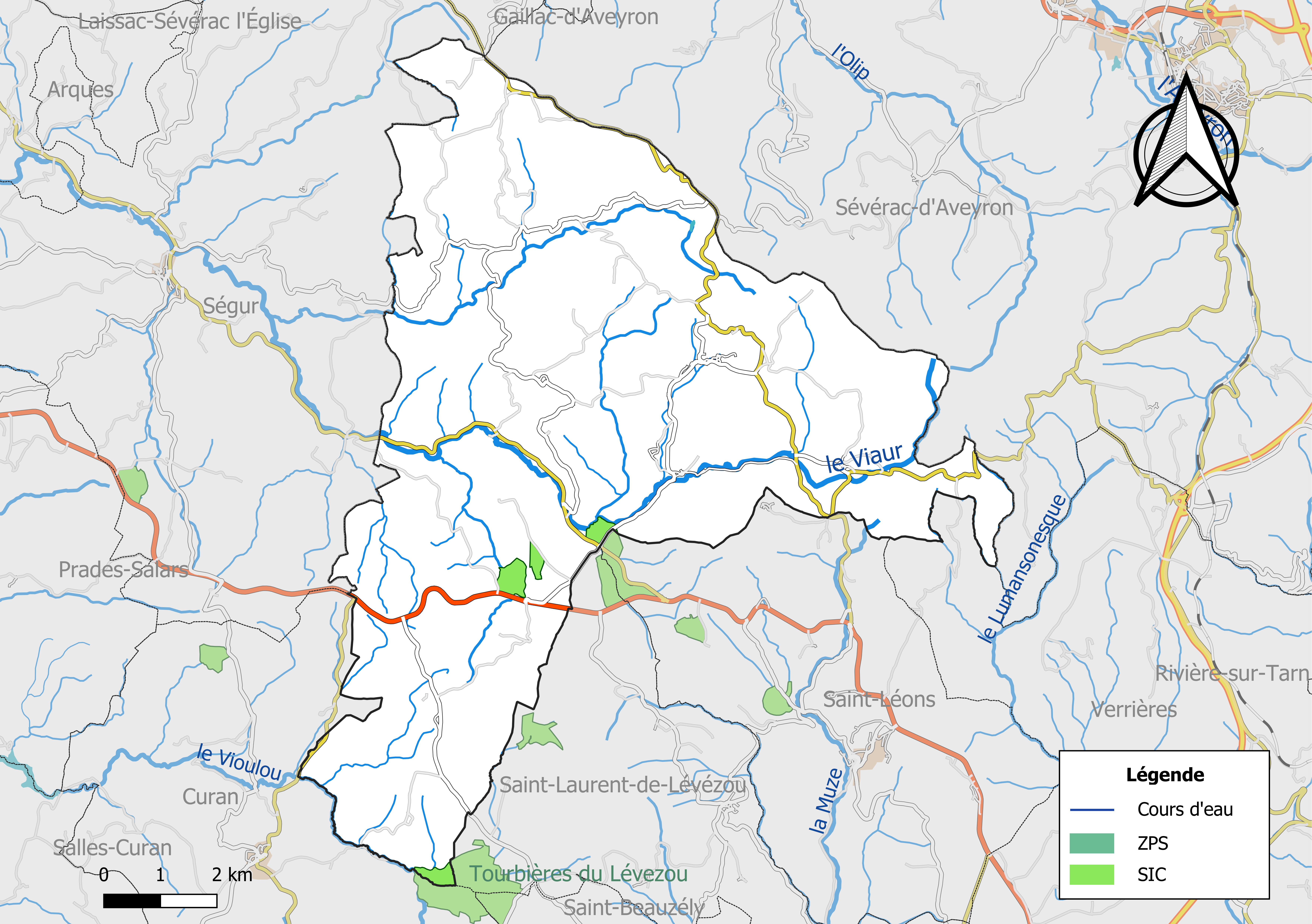
Sites Natura 2000 sur le territoire communal.

Le réseau Natura 2000 est un réseau écologique européen de sites naturels d’intérêt écologique élaboré à partir des Directives « Habitats » et « Oiseaux ». Ce réseau est constitué de Zones spéciales de conservation (ZSC) et de Zones de protection spéciale (ZPS). Dans les zones de ce réseau, les États Membres s'engagent à maintenir dans un état de conservation favorable les types d'habitats et d'espèces concernés, par le biais de mesures réglementaires, administratives ou contractuelles.
Un site Natura 2000 a été défini sur la commune au titre de la « directive Habitats » : 
- les « Tourbières du Lévézou », d'une superficie de 487 ha sur 9 communes du département, sont  un ensemble de hauts plateaux qui, avec l'Aubrac et les Grands Causses, fait partie des hautes terres de l'Aveyron. Il est bordé à l'ouest par le Ségala, à l'Est par les Grands Causses, au Sud par le pays de Roquefort et au Nord par le Pays ruthénois et la vallée de l'Aveyron. Il a toutefois aujourd'hui en partie été détruit[24].

#### Zones naturelles d'intérêt écologique, faunistique et floristique
L’inventaire des zones naturelles d'intérêt écologique, faunistique et floristique (ZNIEFF) a pour objectif de réaliser une couverture des zones les plus intéressantes sur le plan écologique, essentiellement dans la perspective d’améliorer la connaissance du patrimoine naturel national et de fournir aux différents décideurs un outil d’aide à la prise en compte de l’environnement dans l’aménagement du territoire.
Le territoire communal de Vézins-de-Lévézou comprend six ZNIEFF de type 1, : 
- le « Bois de Triès » (16,7 ha sur la seule commune de Vézins-de-Lévézou)[26] ;
- les « Prairies humides de la Mouyrande » (10,1 ha sur la seule commune de Vézins-de-Lévézou)[27] ;
- les « Tourbières et zones humides du ruisseau des Douzes de Mauriac » (158,2 ha), couvrant 5 communes du département[28] ;
- les « Zones humides de la Plaine des Rauzes » (455,1 ha), couvrant 3 communes du département[29] ;
- les « Zones humides de Vacquiérettes » (170,5 ha), couvrant 2 communes du département[30] ;
- les « Zones humides des sources du ruisseau des Poulentines » (25,6 ha), couvrant 2 communes du département[31] ;

et une ZNIEFF de type 2, :
- la « Vallée du Viaur et ses affluents » (27 587 ha), qui s'étend sur 56 communes dont 45 dans l'Aveyron, 10 dans le Tarn et 1 dans le Tarn-et-Garonne[32].

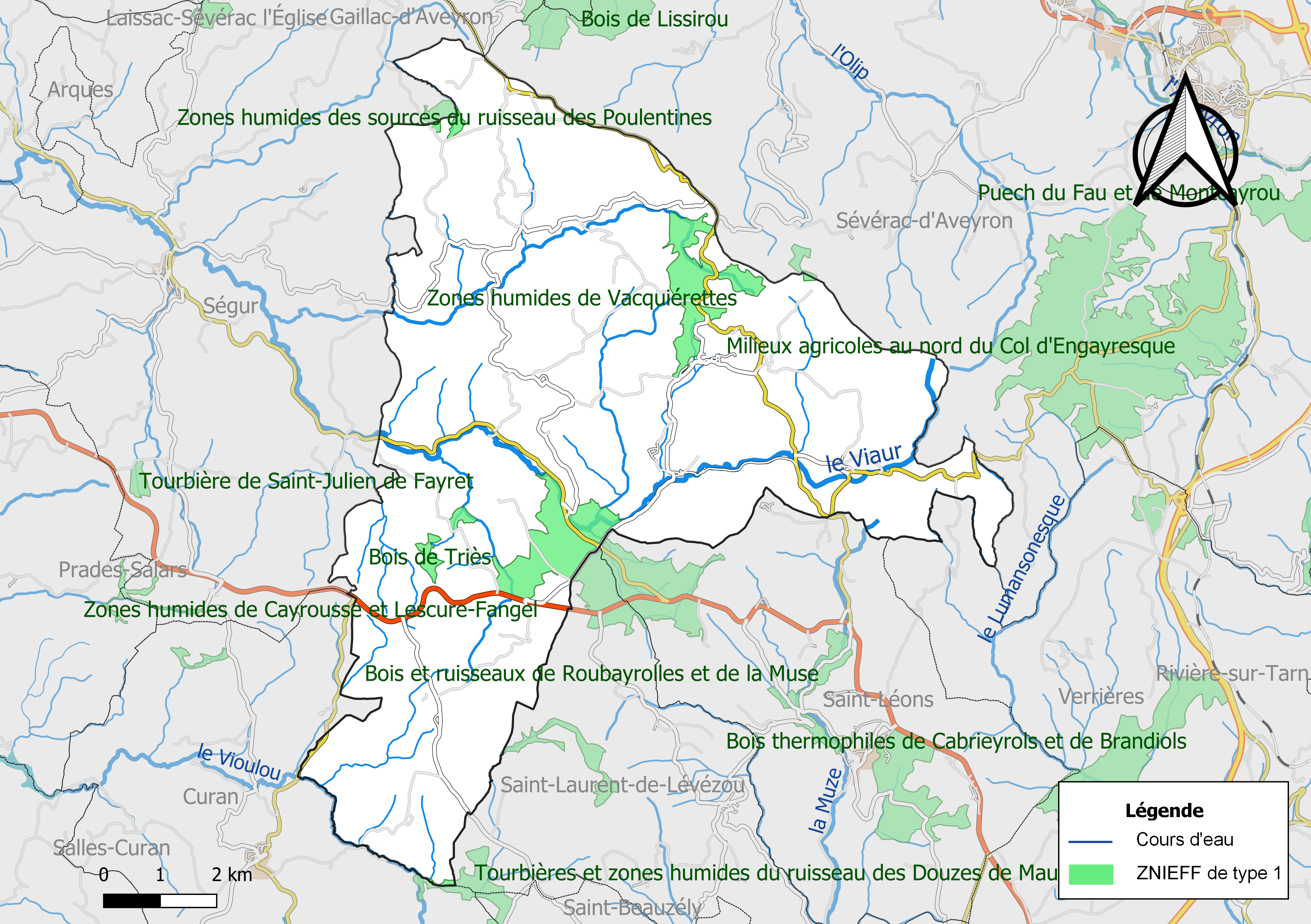
Carte des ZNIEFF de type 1 de la commune.
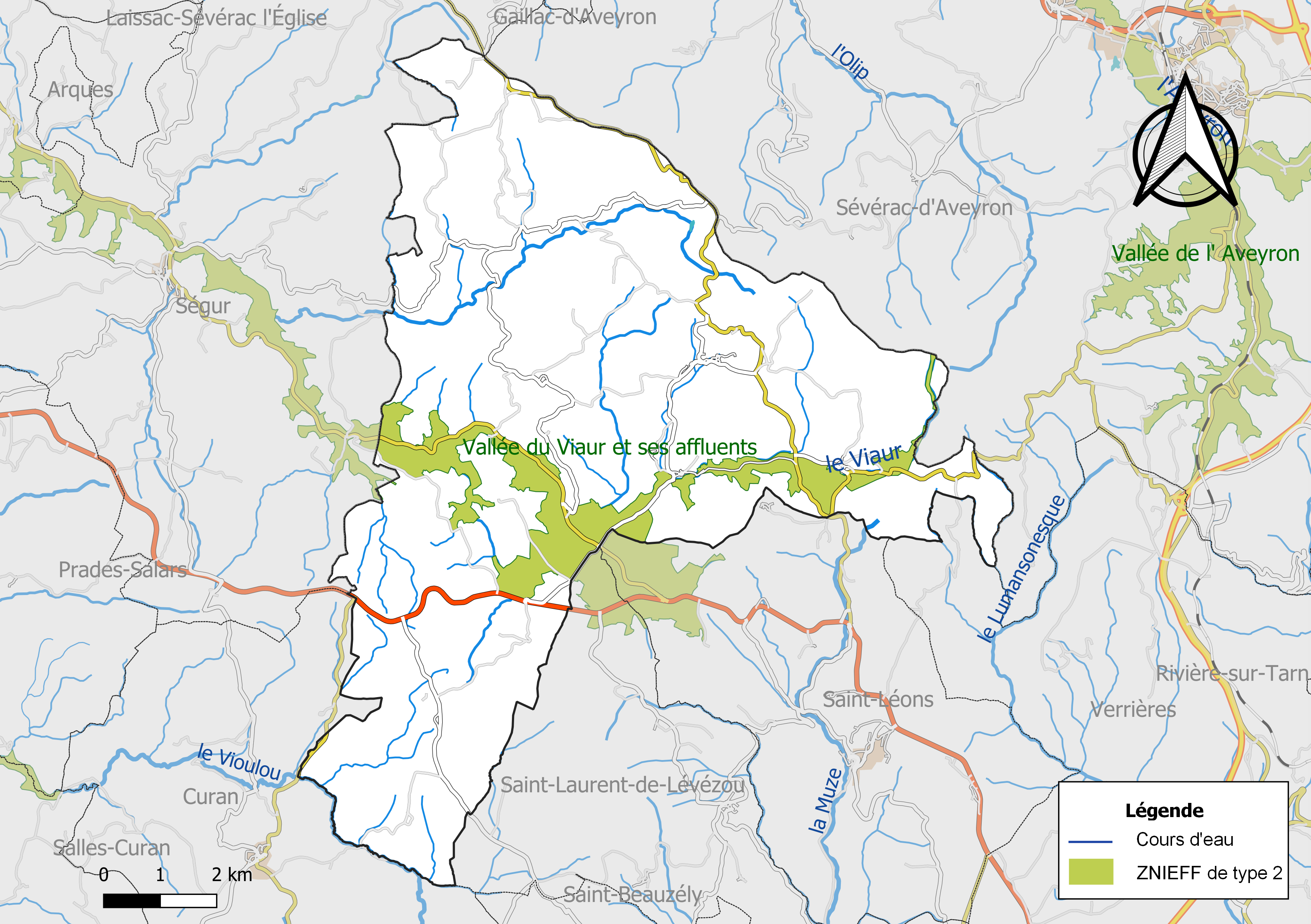
Carte de la ZNIEFF de type 2 de la commune.

## Urbanisme

### Typologie
Au 1er janvier 2024, Vézins-de-Lévézou est catégorisée commune rurale à habitat très dispersé, selon la nouvelle grille communale de densité à 7 niveaux définie par l'Insee en 2022.
Elle est située hors unité urbaine et hors attraction des villes,.

### Occupation des sols

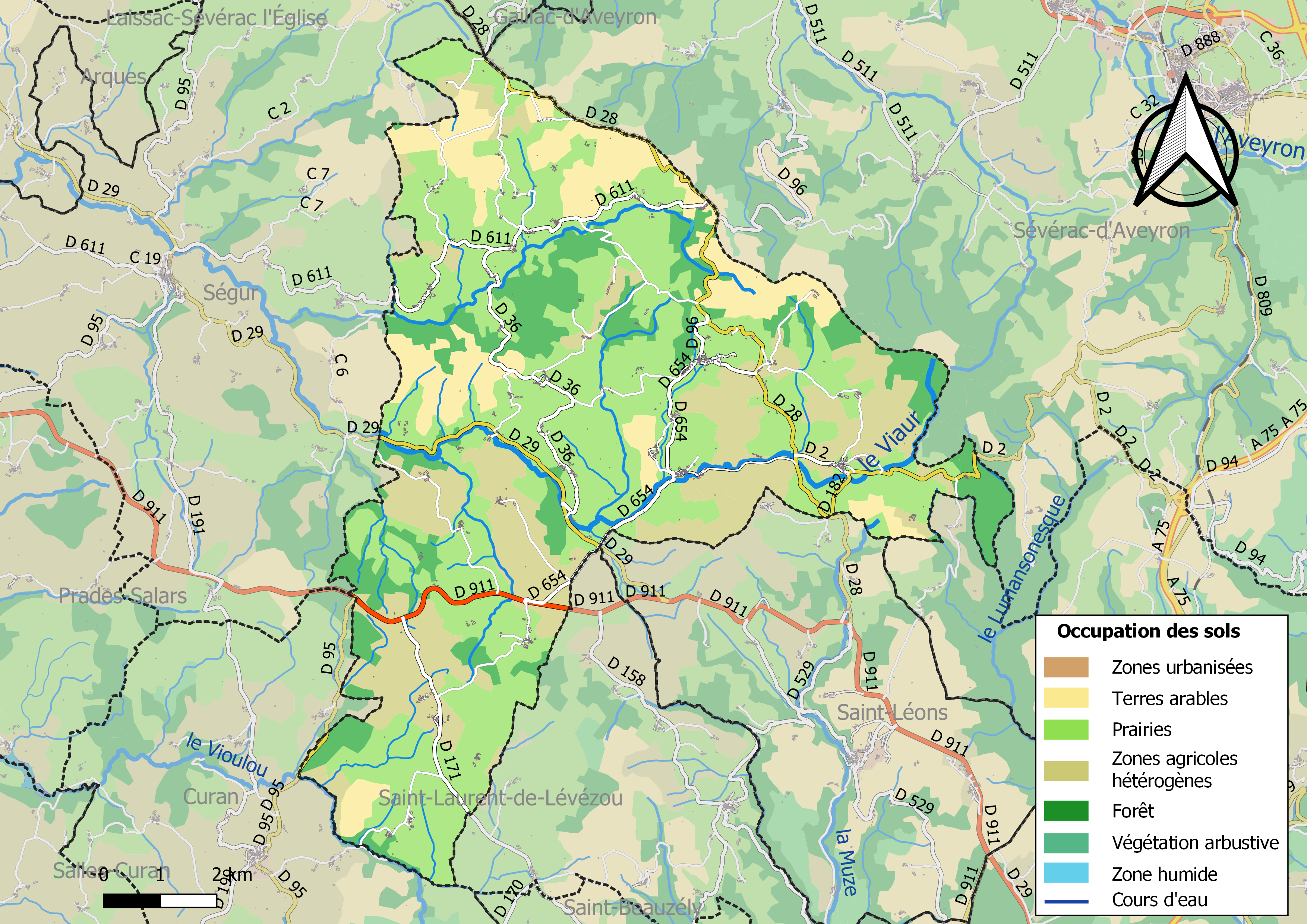
Infrastructures et occupation des sols de la commune de Vézins-de-Lévézou.

L'occupation des sols de la commune, telle qu'elle ressort de la base de données européenne d’occupation biophysique des sols Corine Land Cover (CLC), est marquée par l'importance des territoires agricoles (85,3 % en 2018), une proportion sensiblement équivalente à celle de 1990 (84,8 %). La répartition détaillée en 2018 est la suivante : 
prairies (51,3 %), terres arables (20,1 %), forêts (14,7 %), zones agricoles hétérogènes (13,9 %).

### Planification
La loi SRU du 13 décembre 2000 a incité fortement les communes à se regrouper au sein d’un établissement public, pour déterminer les partis d’aménagement de l’espace au sein d’un SCoT, un document essentiel d’orientation stratégique des politiques publiques à une grande échelle. La commune est dans le territoire du SCoT du Lévézou, prescrit en juin 2018. La structure porteuse est le Pôle d'équilibre territorial et rural du Lévézou, qui associe deux communautés de communes, notamment la communauté de communes de Lévézou Pareloup, dont la commune est membre
La commune disposait en 2017 d'une carte communale approuvée.

### Risques majeurs
Le territoire de la commune de Vézins-de-Lévézou est vulnérable à différents aléas naturels : climatiques (hiver exceptionnel ou canicule), feux de forêts et séisme (sismicité faible).
Il est également exposé à un risque technologique, le transport de matières dangereuses, et à un risque particulier, le risque radon,.

#### Risques naturels
Le Plan départemental de protection des forêts contre les incendies découpe le département de l’Aveyron en sept « bassins de risque » et définit une sensibilité des communes à l’aléa feux de forêt (de faible à très forte). La commune est classée en sensibilité faible.

#### Risques technologiques
Le risque de transport de matières dangereuses sur la commune est lié à sa traversée par une route à fort trafic et une canalisation de transport de gaz. Un accident se produisant sur de telles infrastructures est en effet susceptible d’avoir des effets graves au bâti ou aux personnes jusqu’à 350 m, selon la nature du matériau transporté. Des dispositions d’urbanisme peuvent être préconisées en conséquence.

#### Risque particulier
Dans plusieurs parties du territoire national, le radon, accumulé dans certains logements ou autres locaux, peut constituer une source significative d’exposition de la population aux rayonnements ionisants. Toutes les communes du département sont concernées par le risque radon à un niveau plus ou moins élevé. Selon le dossier départemental des risques majeurs du département établi en 2013, la commune de Vézins-de-Lévézou est classée à risque moyen à élevé. Un décret du 4 juin 2018 a modifié la terminologie du zonage définie dans le code de la santé publique et a été complété par un arrêté du 27 juin 2018 portant délimitation des zones à potentiel radon du territoire français. La commune est désormais en zone 3, à savoir zone à potentiel radon significatif.

## Toponymie
En occitan, la commune se nomme Vesinh (de Leveson).

## Histoire
Sous l'Ancien Régime et depuis le Moyen Âge, la communauté et le village de Vézins relevaient de la famille de Lévézou de Vézins, l'une des plus anciennes de France. Le château est toujours habité par la famille. Plusieurs paroisses se partageaient le territoire de la commune actuelle, parfois à cheval sur d'autres communautés. Les chefs-lieux paroissiaux étaient Vézins, Saint-Amans-du-Ram, dont l'église est champêtre, tout comme Notre-Dame-de-La Vaysse, et Gleysenove.
Créée à la Révolution, la commune s'est agrandie successivement par la fusion d'anciennes communes : d'abord entre 1806 et 1820, Laclaux, Montferran et Saint-Étienne-du-Ram, ensuite Le Ram entre 1820 et 1832, enfin Le Crouzet en 1842.
C'est en 1919, pour des raisons d'identité postale que la commune de Vézins a complété sa dénomination en rajoutant « de-Lévézou ».

### Les Hospitaliers
La Clau était le siège d'une commanderie des Hospitaliers de l'ordre de Saint-Jean de Jérusalem et la communauté du Ram appartenait au domaine royal hérité des comtes de Rodez.

## Politique et administration

### Découpage territorial
La commune de Vézins-de-Lévézou est membre de la communauté de communes de Lévézou Pareloup, un établissement public de coopération intercommunale (EPCI) à fiscalité propre créé le 15 décembre 2000 dont le siège est à Salles-Curan. Ce dernier est par ailleurs membre d'autres groupements intercommunaux.
Sur le plan administratif, elle est rattachée à l'arrondissement de Millau, au département de l'Aveyron et à la région Occitanie. Sur le plan électoral, elle dépend du  canton de Raspes et Lévezou pour l'élection des conseillers départementaux, depuis le redécoupage cantonal de 2014 entré en vigueur en 2015, et de la troisième circonscription de l'Aveyron  pour les élections législatives, depuis le dernier découpage électoral de 2010.

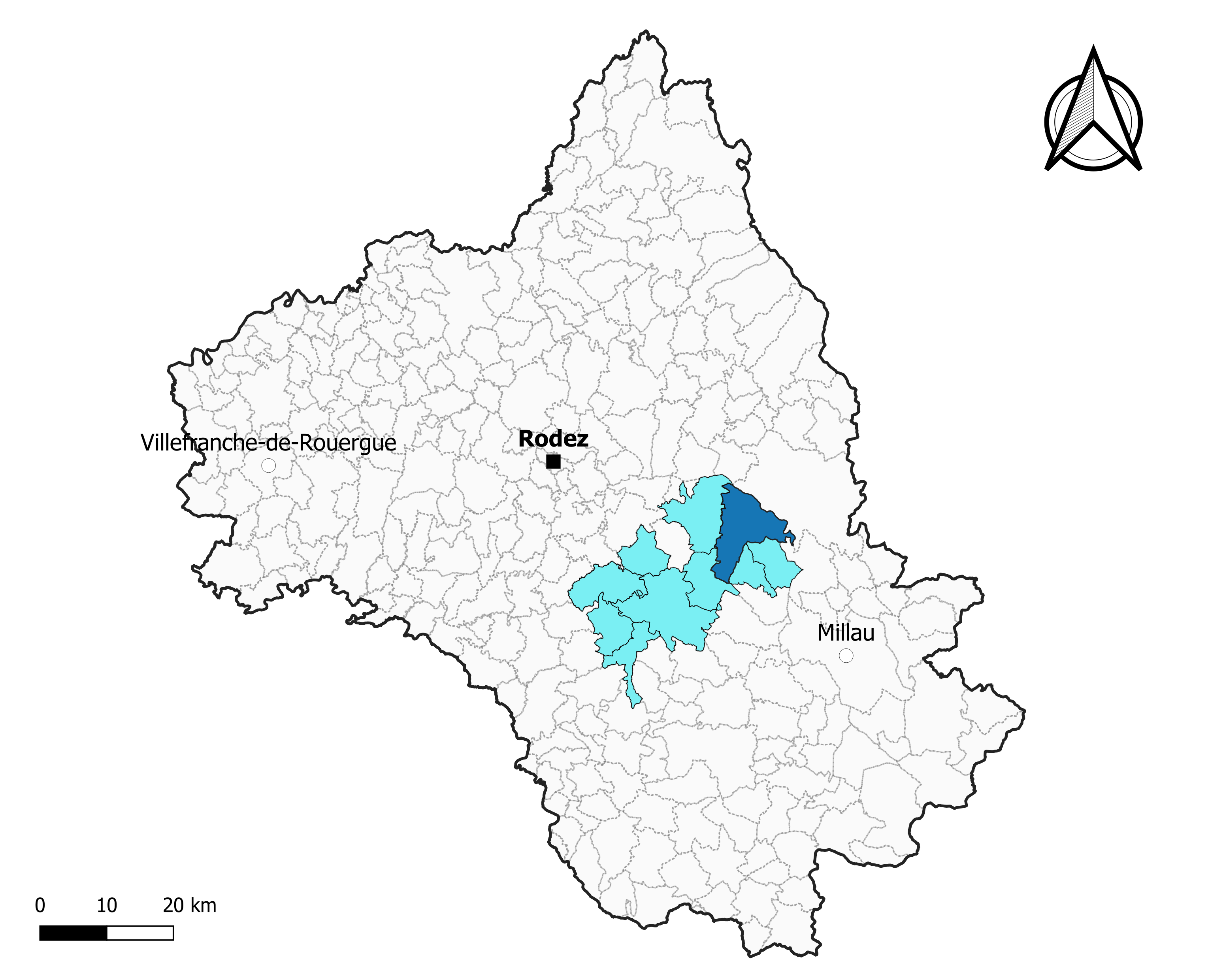
Vézins-de-Lévézou dans l'intercommunalité en 2020.
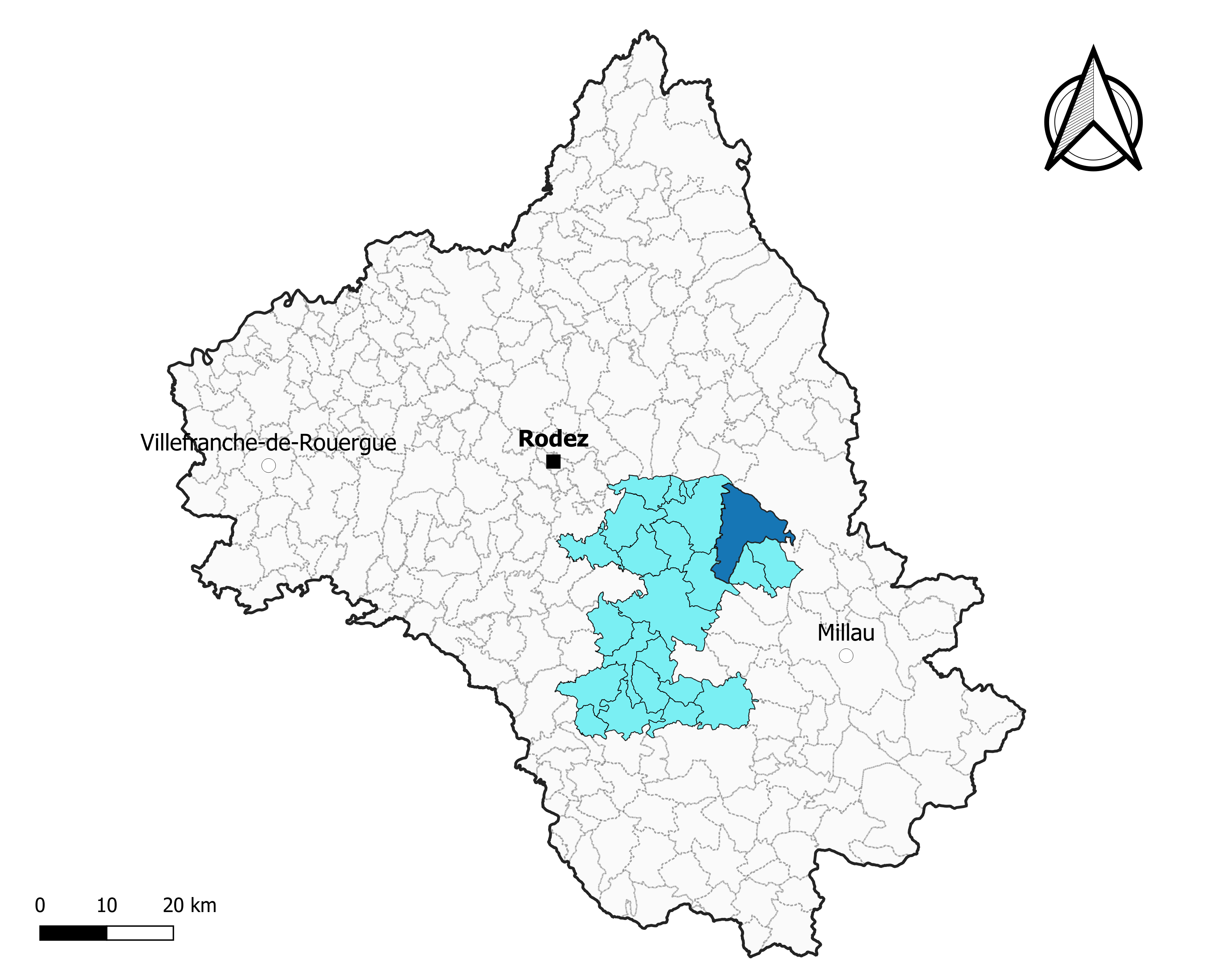
Vézins-de-Lévézou dans le canton de Raspes et Lévezou en 2020.
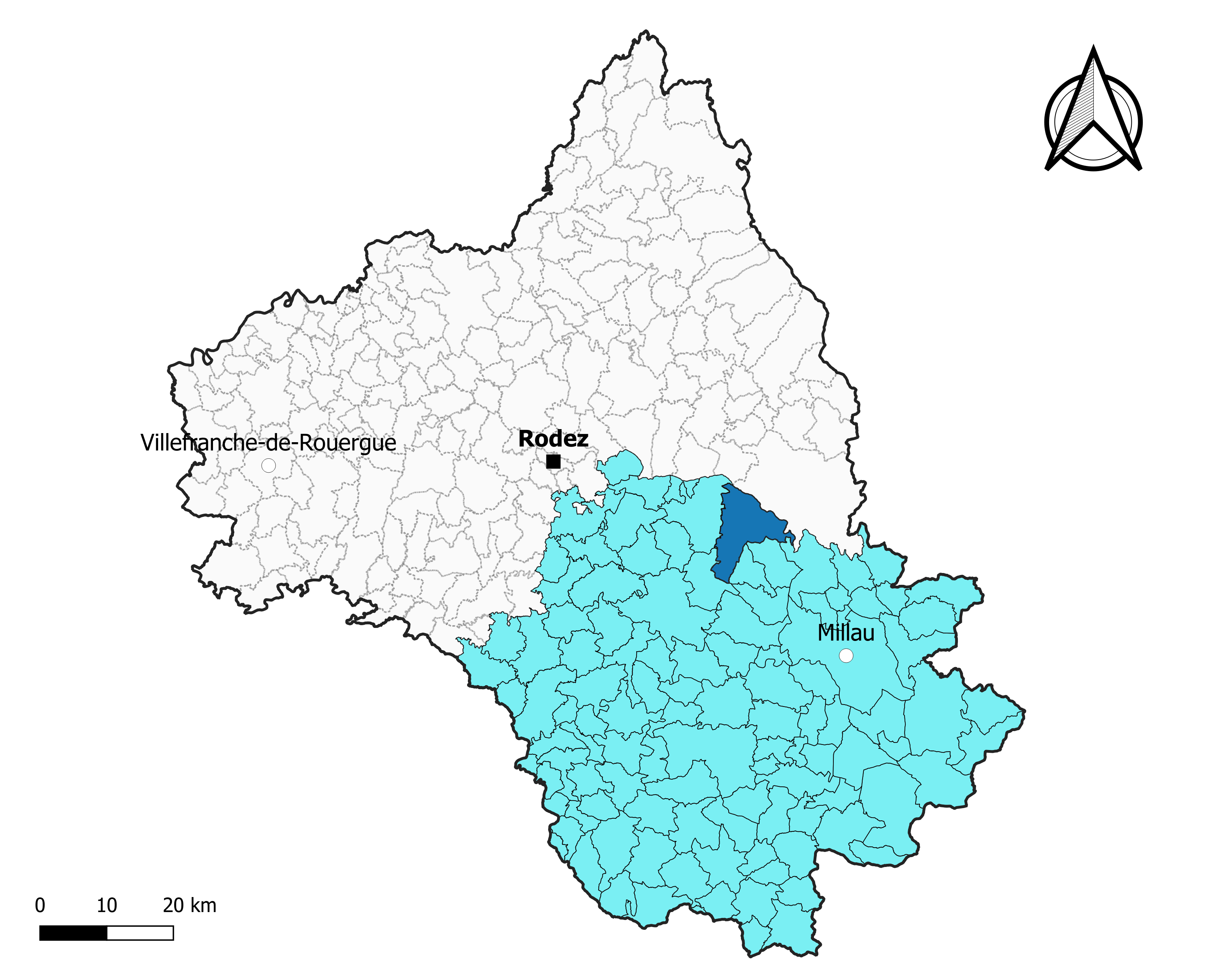
Vézins-de-Lévézou dans l'arrondissement de Millau en 2020.

### Élections municipales et communautaires

#### Élections de 2020
Le conseil municipal de Vézins-de-Lévézou, commune de moins de 1 000 habitants, est élu au scrutin majoritaire plurinominal à deux tours avec candidatures isolées ou groupées et possibilité de panachage. Compte tenu de la population communale, le nombre de sièges à pourvoir lors des élections municipales de 2020 est de 15. La totalité des quinze candidats en lice est élue dès le premier tour, le 15 mars 2020, avec un taux de participation de 67,67 %.
Daniel Ayrinhac, maire sortant, est réélu pour un nouveau mandat le 23 mai 2020.
Dans les communes de moins de 1 000 habitants, les conseillers communautaires sont désignés parmi les conseillers municipaux élus en suivant l’ordre du tableau (maire, adjoints puis conseillers municipaux) et dans la limite du nombre de sièges attribués à la commune au sein du conseil communautaire. Trois sièges sont attribués à la commune au sein de la communauté de communes de Lévézou Pareloup.

#### Liste des maires
| Période                                  | Période     | Identité                    | Étiquette | Qualité                              |
| ---------------------------------------- | ----------- | --------------------------- | --------- | ------------------------------------ |
| Les données manquantes sont à compléter. |             |                             |           |                                      |
|                                          |             |                             |           |                                      |
| 1919                                     | 1932        | Renaud de Lévézou de Vezins |           |                                      |
| 1932                                     | 1934        | Aimé Richard                |           |                                      |
| 1934                                     | 1944        | Paul Trémolet               |           |                                      |
| 1944                                     | 1945        | Aimé Richard                |           |                                      |
| 1945                                     | 1961        | Marin Fabre                 |           |                                      |
| 1961                                     | 1972        | Henri Desmazes              |           |                                      |
| 1972                                     | 1989        | Raymond Marlet              |           |                                      |
| 1989                                     | 1995        | Jean-Marie Monteillet       |           |                                      |
| 1995                                     | 2008        | Paul Vergely                | SE        |                                      |
| mars 2008                                | 18 mai 2020 | Arnaud Viala                | UMP-LR    | Député depuis 2015                   |
| depuis le 18 mai 2020                    | En cours    | Daniel Ayrinhac,            | DVD       | Agriculteur sur moyenne exploitation |

## Démographie
L'évolution du nombre d'habitants est connue à travers les recensements de la population effectués dans la commune depuis 1793. Pour les communes de moins de 10 000 habitants, une enquête de recensement portant sur toute la population est réalisée tous les cinq ans, les populations de référence des années intermédiaires étant quant à elles estimées par interpolation ou extrapolation. Pour la commune, le premier recensement exhaustif entrant dans le cadre du nouveau dispositif a été réalisé en 2008.

En 2022, la commune comptait 650 habitants, en évolution de −0,76 % par rapport à 2016 (Aveyron : +0,37 %, France hors Mayotte : +2,11 %).
| 1793 | 1800 | 1806  | 1821  | 1831  | 1836  | 1841  | 1846  | 1851  |
| ---- | ---- | ----- | ----- | ----- | ----- | ----- | ----- | ----- |
| 511  | 827  | 1 605 | 1 873 | 1 721 | 1 740 | 2 014 | 2 099 | 2 040 |

| 1856  | 1861  | 1866  | 1872  | 1876  | 1881  | 1886  | 1891  | 1896  |
| ----- | ----- | ----- | ----- | ----- | ----- | ----- | ----- | ----- |
| 2 004 | 1 260 | 1 897 | 1 918 | 1 852 | 1 800 | 1 811 | 1 757 | 1 632 |

| 1901  | 1906  | 1911  | 1921  | 1926  | 1931  | 1936  | 1946  | 1954  |
| ----- | ----- | ----- | ----- | ----- | ----- | ----- | ----- | ----- |
| 1 618 | 1 527 | 1 548 | 1 335 | 1 258 | 1 205 | 1 220 | 1 186 | 1 112 |

| 1962  | 1968  | 1975 | 1982 | 1990 | 1999 | 2006 | 2008 | 2013 |
| ----- | ----- | ---- | ---- | ---- | ---- | ---- | ---- | ---- |
| 1 045 | 1 004 | 879  | 809  | 699  | 634  | 643  | 645  | 654  |

| 2018 | 2022 | - | - | - | - | - | - | - |
| ---- | ---- | - | - | - | - | - | - | - |
| 657  | 650  | - | - | - | - | - | - | - |

## Économie

### Revenus
En 2018  (données Insee publiées en septembre 2021), la commune compte 260 ménages fiscaux, regroupant 604 personnes. La médiane du revenu disponible par unité de consommation est de 18 350 € (20 640 € dans le département).

### Emploi
| Division       | 2008  | 2013  | 2018  |
| -------------- | ----- | ----- | ----- |
| Commune        | 1,8 % | 3,9 % | 4,6 % |
| Département    | 5,4 % | 7,1 % | 7,1 % |
| France entière | 8,3 % | 10 %  | 10 %  |

En 2018, la population âgée de 15 à 64 ans s'élève à 371 personnes, parmi lesquelles on compte 77,1 % d'actifs (72,5 % ayant un emploi et 4,6 % de chômeurs) et 22,9 % d'inactifs,. Depuis 2008, le taux de chômage communal (au sens du recensement) des 15-64 ans est inférieur à celui de la France et du département.
La commune est hors attraction des villes,. Elle compte 216 emplois en 2018, contre 238 en 2013 et 227 en 2008. Le nombre d'actifs ayant un emploi résidant dans la commune est de 275, soit un indicateur de concentration d'emploi de 78,4 % et un taux d'activité parmi les 15 ans ou plus de 52,5 %.
Sur ces 275 actifs de 15 ans ou plus ayant un emploi, 175 travaillent dans la commune, soit 64 % des habitants. Pour se rendre au travail, 54,5 % des habitants utilisent un véhicule personnel ou de fonction à quatre roues, 21,1 % s'y rendent en deux-roues, à vélo ou à pied et 24,4 % n'ont pas besoin de transport (travail au domicile).

### Activités hors agriculture

#### Secteurs d'activités
Cinquante-cinq établissements sont implantés  à Vézins-de-Lévézou au 31 décembre 2019. Le tableau ci-dessous en détaille le nombre par secteur d'activité et compare les ratios avec ceux du département,.
| Secteur d'activité                                                                                        | Commune | Commune | Département |
| Secteur d'activité                                                                                        | Nombre  | %       | %           |
| --- | ------- | ------- | ----------- |
| Ensemble                                                                                                  | 55      |         |             |
| Industrie manufacturière, industries extractives et autres                                                | 20      | 36,4 %  | (17,7 %)    |
| Construction                                                                                              | 1       | 1,8 %   | (13 %)      |
| Commerce de gros et de détail, transports, hébergement et restauration                                    | 16      | 29,1 %  | (27,5 %)    |
| Information et communication                                                                              | 1       | 1,8 %   | (1,5 %)     |
| Activités immobilières                                                                                    | 3       | 5,5 %   | (4,2 %)     |
| Activités spécialisées, scientifiques et techniques et activités de services administratifs et de soutien | 5       | 9,1 %   | (12,4 %)    |
| Administration publique, enseignement, santé humaine et action sociale                                    | 5       | 9,1 %   | (12,7 %)    |
| Autres activités de services                                                                              | 4       | 7,3 %   | (7,8 %)     |

Le secteur de l'industrie manufacturière, des industries extractives et autres est prépondérant sur la commune puisqu'il représente 36,4 % du nombre total d'établissements de la commune (20 sur les 55 entreprises implantées  à Vézins-de-Lévézou), contre 17,7 % au niveau départemental.

### Entreprises

#### Entreprises locales
- Vezouweb[58], création de site internet en Aveyron (siège social).
- Deep Blue Sailing, autres activités récréatives et de loisirs (26 k€), entreprise ayant son siège social sur le territoire communal et ayant généré le chiffre d'affaires le plus important en 2020[59].

### Agriculture
La commune est dans le Levezou, une petite région agricole située dans le centre de l'Aveyron et constituée d'un haut plateau cristallin. En 2020, l'orientation technico-économique de l'agriculture  sur la commune est l'élevage d'ovins ou de caprins.
|               | 1988  | 2000  | 2010  | 2020  |
| ------------- | ----- | ----- | ----- | ----- |
| Exploitations | 101   | 85    | 86    | 81    |
| SAU (ha)      | 6 247 | 6 384 | 6 921 | 7 475 |

Le nombre d'exploitations agricoles en activité et ayant leur siège dans la commune est passé de 101 lors du recensement agricole de 1988  à 85 en 2000 puis à 86 en 2010 et enfin à 81 en 2020, soit une baisse de 20 % en 32 ans. Le même mouvement est observé à l'échelle du département qui a perdu pendant cette période 51 % de ses exploitations,. La surface agricole utilisée sur la commune a quant à elle augmenté, passant de 6 247 ha en 1988 à 7 475 ha en 2020. Parallèlement la surface agricole utilisée moyenne par exploitation a augmenté, passant de 62 à 92 ha.

## Culture locale et patrimoine

### Lieux et monuments

#### Édifices civils
- Le château de Vézins est inscrit au titre des monuments historiques en 1990[64].
- La tour des Templiers à la Clau.

#### Édifices religieux
- L'église Saint-Amans de Saint-Amans-du-Ram date du XIIe siècle et a été modifiée aux XIVe et XVIe siècles ; elle est inscrite au titre des monuments historiques en 1991[65].
- Église Saint-Jean-Baptiste de la Clau[66].
- Église Notre-Dame de Gleysenove[67].
- Église Saint-Pierre-et-Saint-Paul de Vézins[68]. Ancienne chapelle castrale du château de Vézins, elle a été refaite au XIXe siècle[69].
- Église du Roucous[70].
- Église Notre-Dame[69] de la Vaysse[71].

### Personnalités liées à la commune
- Famille de Lévézou de Vézins.
- Renaud de Lévézou de Vezins (1882-1932), maire de Vézins-de-Lévézou de 1919 à 1932, conseiller général de l'Aveyron, administrateur de sociétés, peintre régionaliste, aquafortiste, élève d’Eugène Viala.
- Norbert Calmels (1908-1985), ecclésiastique français, abbé général de l'ordre des chanoines réguliers de Prémontré, historien et biographe.

### Héraldique
| Blason de Vézins-de-Lévézou | Blason  | Écartelé : au 1er et au 4e d'azur au lion d'argent, au 2e et au 3e de gueules aux trois clefs d'or. |
| Blason de Vézins-de-Lévézou | Détails | Le statut officiel du blason reste à déterminer.                                                    |

## Photothèque

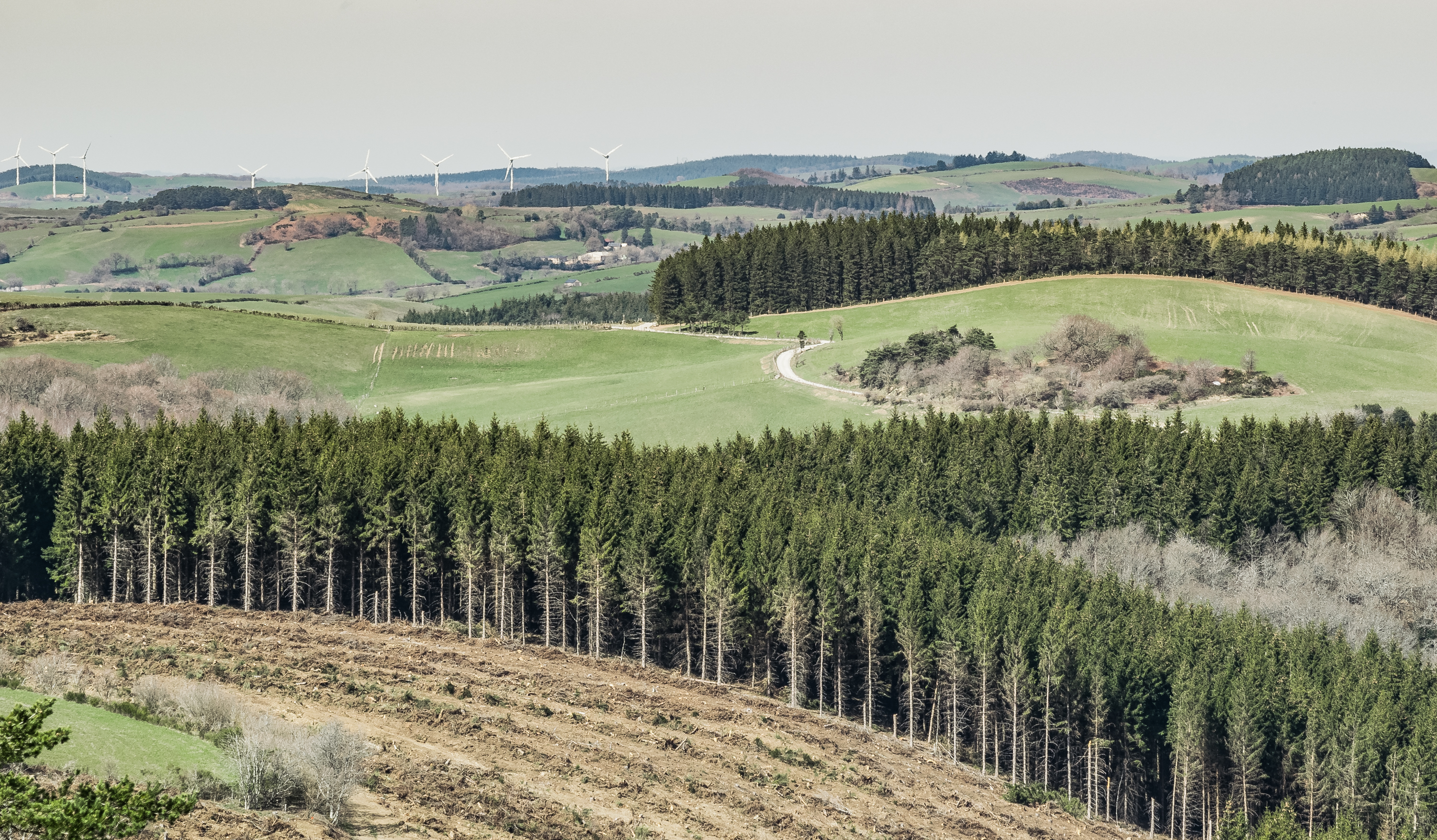
Paysage à Vézins-de-Lévézou.
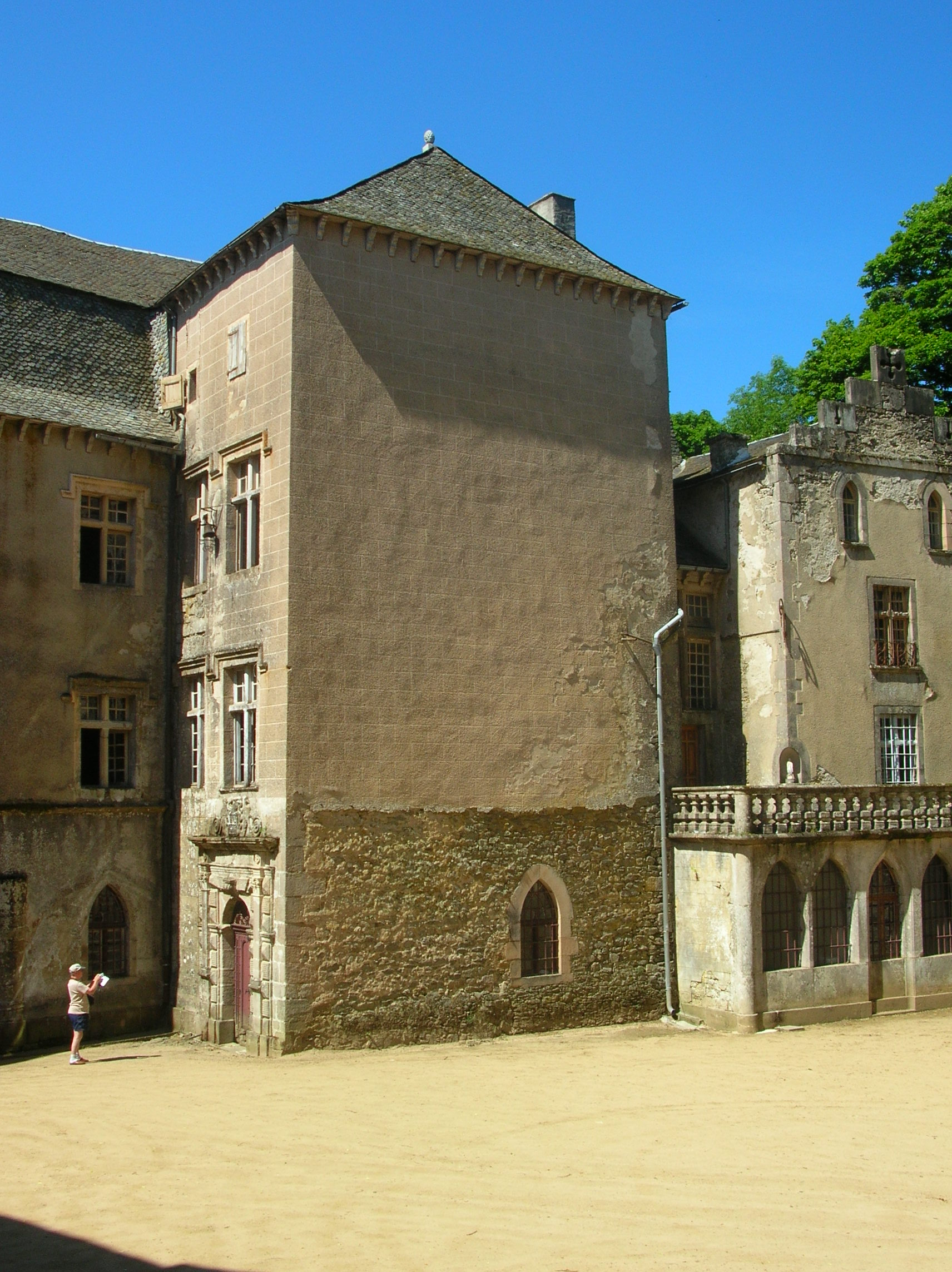
Ancienne tour d'escalier du château de Vézins.
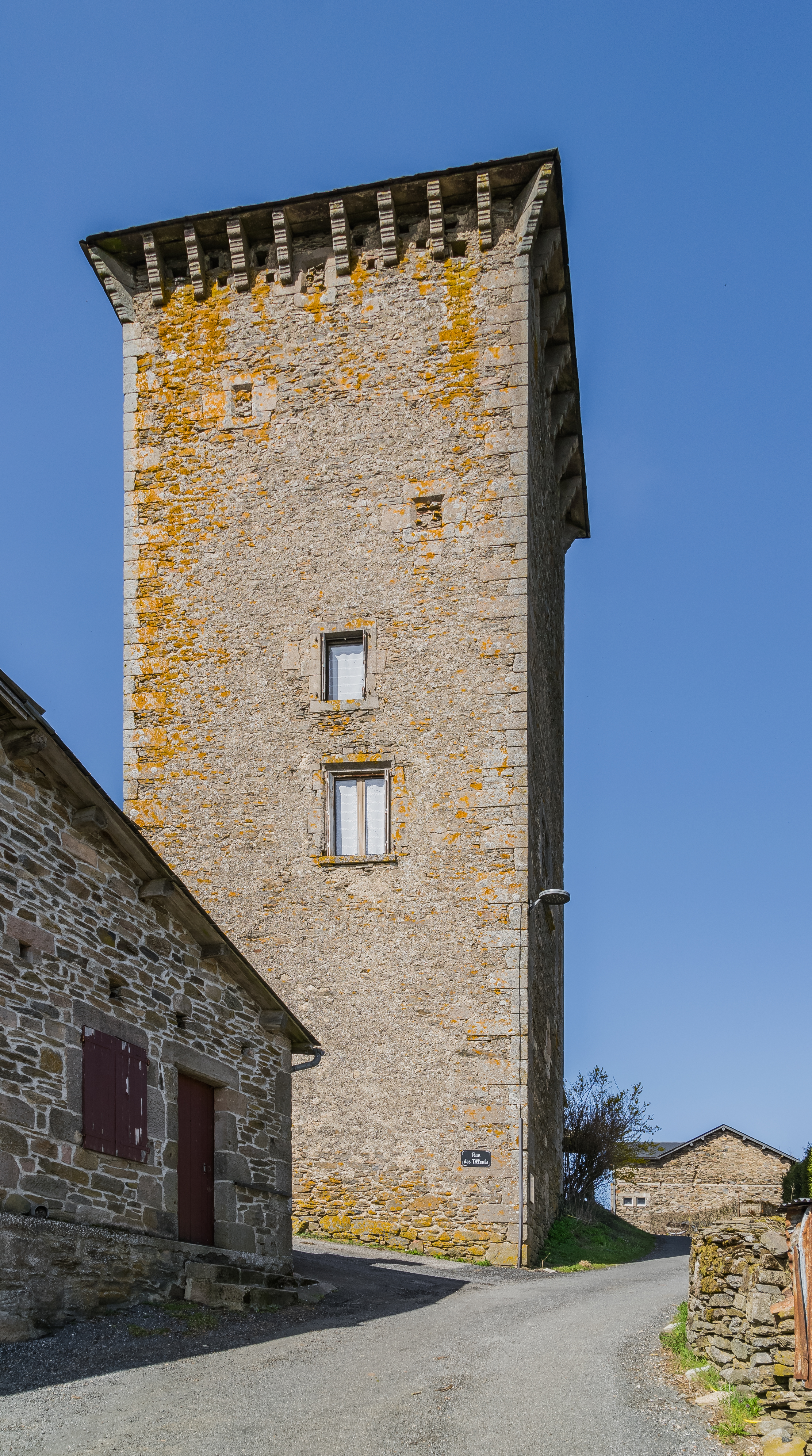
La tour des Templiers à la Clau.
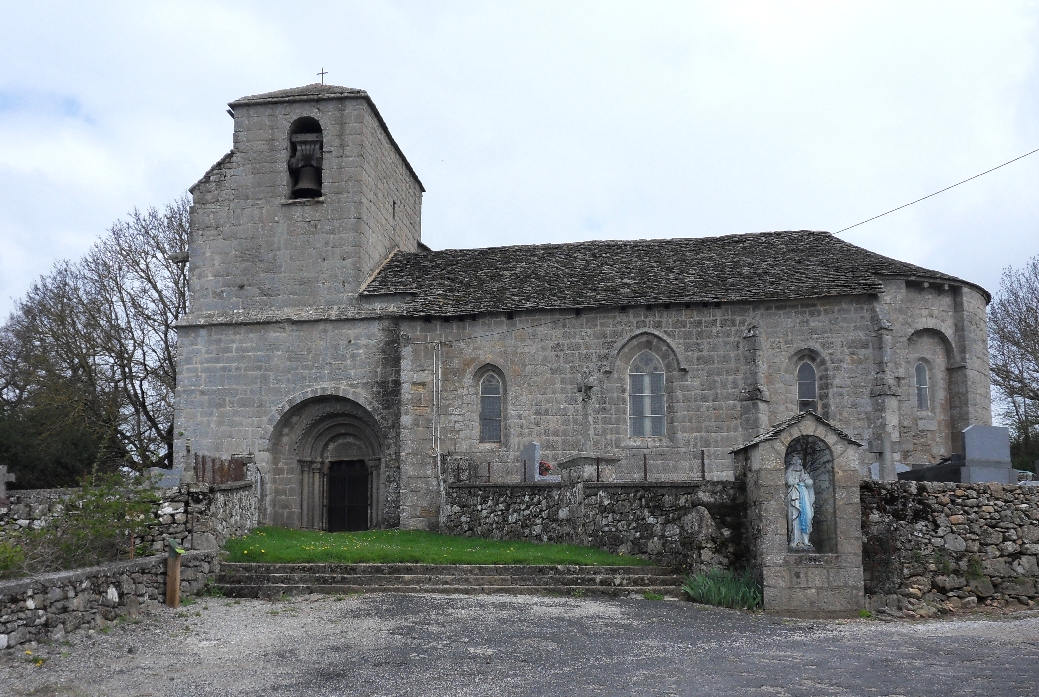
L'église Saint-Amans de Saint-Amans-du-Ram.
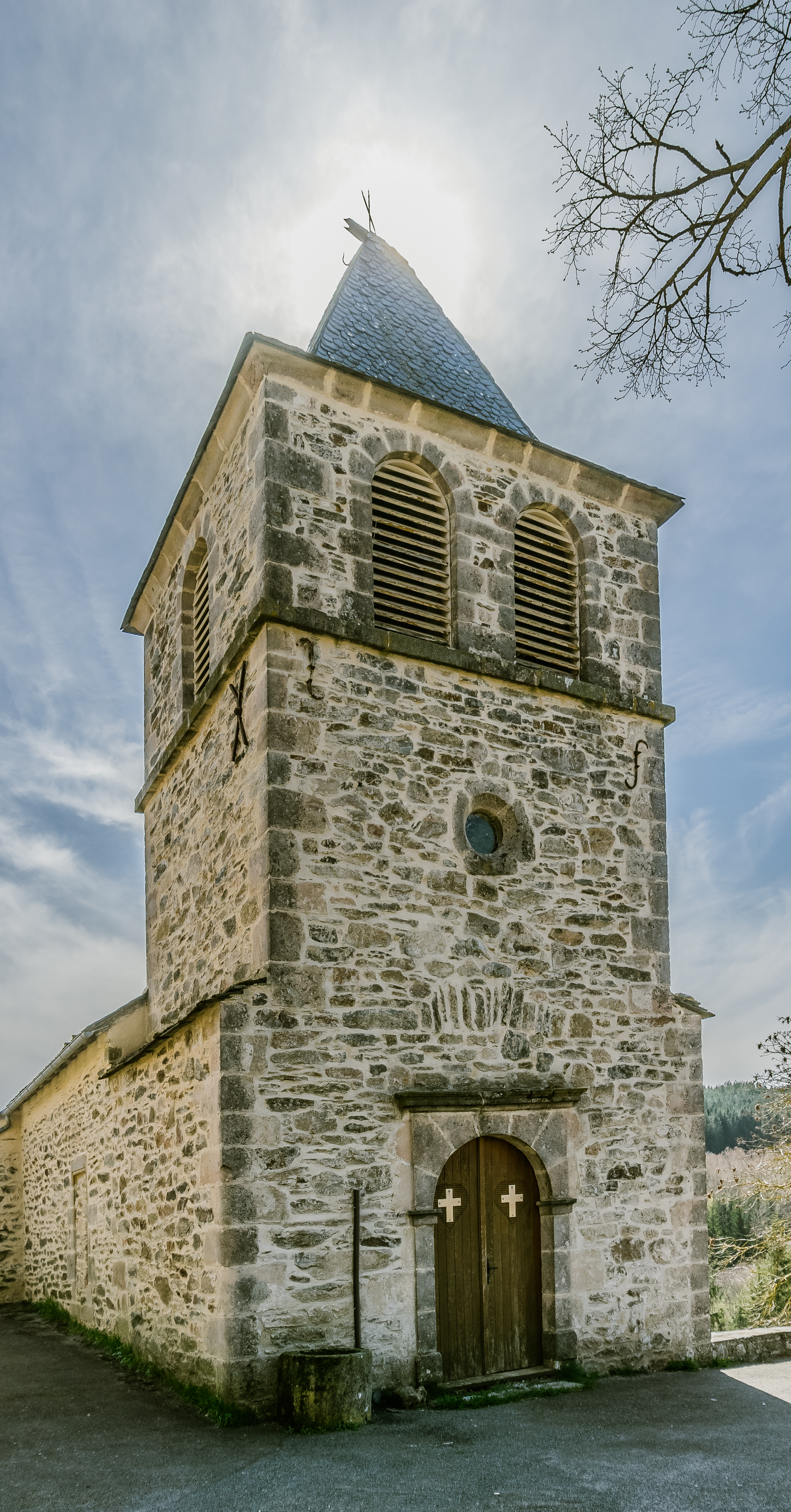
L'église Saint-Jean-Baptiste de la Clau.
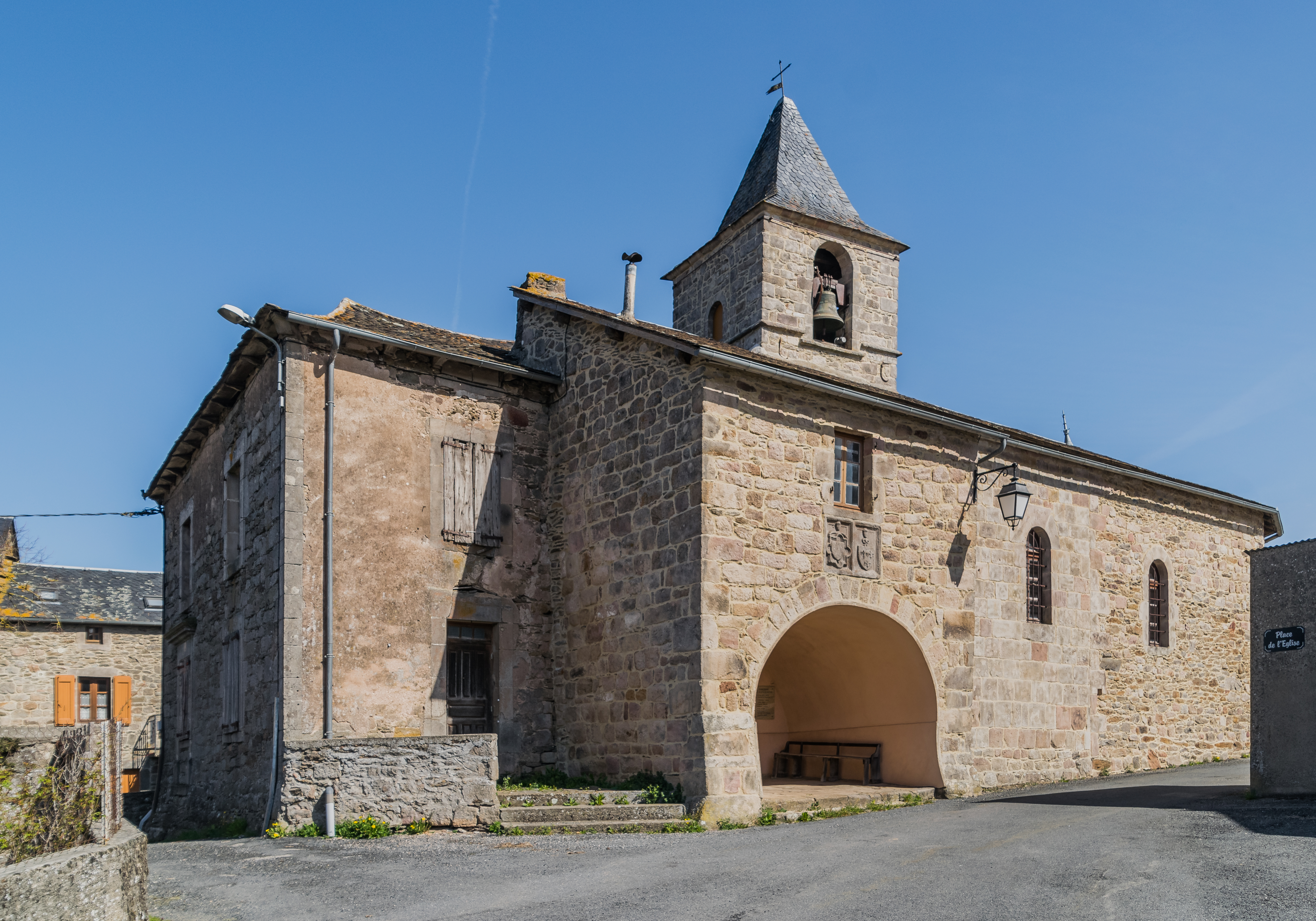
L'église Notre-Dame de Gleysenove.
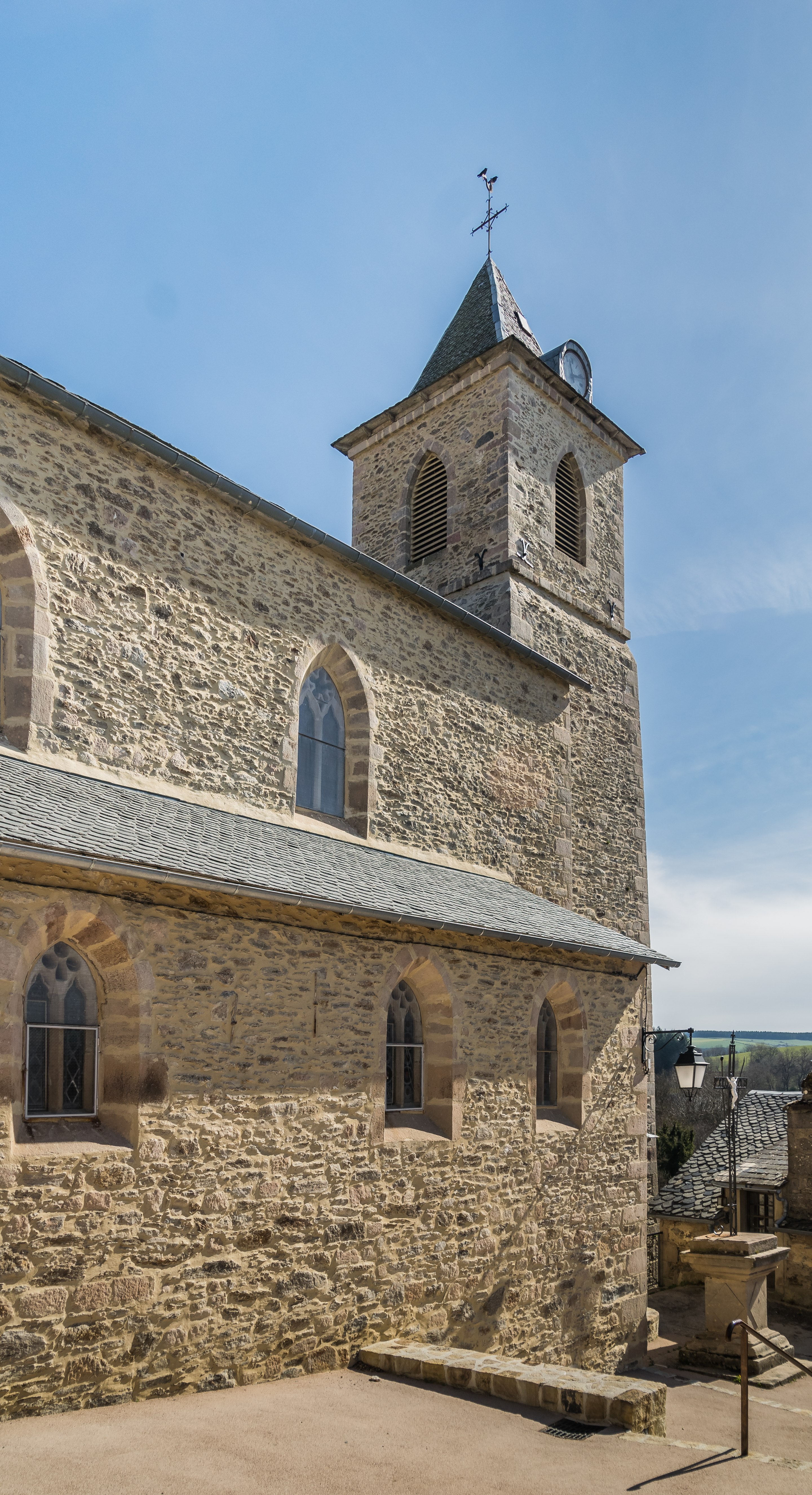
L'église Saint-Pierre-et-Saint-Paul de Vézins.